# Cherquenco
Cherquenco es un pueblo perteneciente a la comuna de Vilcún, provincia de Cautín, ubicado a 20 kilómetros al este de la capital comunal. Tiene una población de 2.149 habitantes.

## Toponimia
Cherquenco significa “agua del chercán” en mapudungún, uno de los pájaros más comunes del territorio chileno.

## Historia
La zona de Cherquenco estuvo poblada históricamente por el pueblo mapuche. La localidad no registra una fecha de fundación oficial, pero terminada la Ocupación de la Araucanía, alrededor de 1895, se instalaron allí familias chilenas y extranjeras, principalmente provenientes de Alemania y España. Los colonos realizaban actividades agrícolas, ganaderas, comerciales y, principalmente, se dedicaban a la industria maderera.
Entre 1912 y 1916 fue construido el Ramal de Cherquenco, que unía este poblado con la Estación Cajón, ubicada al norte de Temuco. El recorrido del ferrocarril se inició en 1917, haciendo crecer al pueblo a ambos lados de la línea férrea y fomentó la actividad económica.
En 1926 se anexó oficialmente a la comuna de Vilcún, junto a los poblados de San Patricio y General López.
El ramal ferroviario sería abandonado en 1981 y, finalmente, levantado en 1986.

## Demografía
El pueblo, según el censo de 2017, posee una población de 2.149 habitantes, de los cuales 1.036 son hombres y 1.113 son mujeres. Para 2005 la población total era de 2.076 habitantes.

## Atractivos
La localidad posee uno de los accesos principales al Parque nacional Conguillío, a través de la ruta S-31, denominado sector Los Paraguas.
En este pueblo podemos realizar diferentes tipos de actividades recreativas, sus pueblerinos son conocidos por saludarse de forma amable aunque no se conozcan.